# Aspidura
Aspidura – rodzaj węży z podrodziny zaskrońcowatych (Natricinae) w rodzinie połozowatych (Colubridae).

## Zasięg występowania
Rodzaj obejmuje gatunki występujące endemicznie w Sri Lance.

## Systematyka

### Etymologia
- Aspidura: gr. ασπις aspis, ασπιδος aspidos „tarcza”; ουρα oura „ogon”[2].
- Haplocercus: gr. ἁπλοος haploos „prosty, równy”[5]; κερκος kerkos „ogon”[6]. Gatunek typowy: Haplocercus ceylonensis Günther, 1858.

### Podział systematyczny
Do rodzaju należą następujące gatunki: 
- Aspidura brachyorrhos (F. Boie, 1827)
- Aspidura ceylonensis (Günther, 1858)
- Aspidura copei Günther, 1864
- Aspidura deraniyagalae Gans & Fetcho, 1982
- Aspidura desilvai M. Wickramasinghe, Bandara, Vidanapathirana & N. Wickramasinghe, 2019
- Aspidura drummondhayi Boulenger, 1904
- Aspidura guentheri Ferguson, 1876
- Aspidura ravanai M. Wickramasinghe, Vidanapathirana, Kandambi, Pyron & N. Wickramasinghe, 2017
- Aspidura trachyprocta Cope, 1860